# توهوبیک (کالینوویک)
توهوبیک، (کالینوویک Tuhobić) (سیریلیک صربی: Тухобић) دهکده ای در نزدیکی شهر کالینوویک، جمهوری صرب بوسنی و بوسنی و هرزگوین است.